# Brian Van Holt
Brian Van Holt (Waukegan, 1969. július 6. –) amerikai színész. Legismertebb szerepei Bo és Vincent Sinclair a Viasztestekből, valamint Bobby Cobb a Született szinglik című tévésorozatból.

## Élete
1969. július 6-án született az Illinois állambeli Waukeganban, és a kaliforniai Huntington Beachben nőtt fel. Skót és ír származású (nem holland, ahogyan azt sokan hiszik), 2003 áprilisában azt nyilatkozta: „A becenevem holland, de a családom a McGregor klánhoz tartozik. Senki sem tudja, honnan származik a Van Holt”. 1993-ban végzett a UCLA-n, szociológia és pszichológia szakon.

## Filmográfia

### Film
| Év   | Magyar cím                     | Eredeti cím                                        | Szerep                        | Magyar hang      |
| ---- | ------------------------------ | -------------------------------------------------- | ----------------------------- | ---------------- |
| 1996 | A Brady család 2.              | A Very Brady Sequel                                | Warren Mulaney                |                  |
| 1997 | Los Angeles-i pasik (TV film)  | L.A. Johns                                         | Chris                         |                  |
| 1997 |                                | Steel Chariots (TV film)                           | Franklin Jones                |                  |
| 1999 |                                | The Underground Comedy Movie                       | életmentő                     |                  |
| 2000 | Átverve                        | Whipped                                            | Brad                          |                  |
| 2001 | A Sólyom végveszélyben         | Black Hawk Down                                    | Jeff Struecker törzsőrmester  | Minárovits Péter |
| 2002 | A fegyverek szava              | Windtalkers                                        | Andrew Harrigan közlegény     | Zámbori Soma     |
| 2002 |                                | A Day in the Life of Nancy M. Pimental (rövidfilm) | Tad                           |                  |
| 2003 | Lépéselőny                     | Confidence                                         | Miles                         | Rékasi Károly    |
| 2003 | Kiképzőtábor                   | Basic                                              | Ray Dunbar                    | Hujber Ferenc    |
| 2003 | S.W.A.T. – Különleges kommandó | S.W.A.T.                                           | Michael Boxer                 | Kamarás Iván     |
| 2005 | Szemtelen szemtanúk            | Man of the House                                   | Eddie Zane                    | Zámbori Soma     |
| 2005 | Viasztestek                    | House of Wax                                       | Bo Vincent / Vincent Sinclair | Epres Attila     |
| 2012 | Fejlövés                       | Bullet to the Head                                 | Ronnie Earl                   | Zámbori Soma     |
| 2014 | Vadon                          | Wild                                               | Ranger                        | Schneider Zoltán |
| 2018 | Gengszterzsaruk                | Den of Thieves                                     | Murph Connors nyomozó         | Schneider Zoltán |
| 2020 |                                | Butter                                             | Butter apja                   |                  |
| 2024 | Csonttemető                    | Boneyard                                           | Ortega                        | Kardos Róbert    |

### Televíziós szerepek
| Év        | Magyar cím                   | Eredeti cím                    | Szerep                  | Megjegyzések                               |
| --------- | ---------------------------- | ------------------------------ | ----------------------- | ------------------------------------------ |
| 1997      | Beverly Hills 90210          | Beverly Hills, 90210           | Eric Anderson           | 1 epizód                                   |
| 1997      | Kerge város                  | Spin City                      | Brent                   | 1 epizód                                   |
| 1998      | Gyilkos utcák                | Homicide: Life on the Street   | Peter Fields            | 1 epizód                                   |
| 1998      | Rejtélyes igazságok          | Beyond Belief: Fact or Fiction | Michael                 | 1 epizód                                   |
| 1998      |                              | Martial Law                    | Lance Carter            | 1 epizód                                   |
| 1999      |                              | LateLine                       | Grant Kendall           | 1 epizód                                   |
| 1999      | Szex és New York             | Sex and the City               | Wylie Ford              | 1 epizód magyar hangja Czvetkó Sándor      |
| 1999–2000 |                              | Love & Money                   | Eamon McBride           | főszereplő                                 |
| 2000      |                              | The $treet                     | Chad                    | 1 epizód                                   |
| 2005–2006 | A küszöb                     | Threshold                      | Sean Cavennaugh         | főszereplő magyar hangja Haás Vander Péter |
| 2007      | John Cincinattiból           | John from Cincinnati           | Mitch "Butchie" Yost II | főszereplő                                 |
| 2008      | Kemény motorosok             | Sons of Anarchy                | Kyle Hobart             | 1 epizód magyar hangja Szabó Máté          |
| 2008      |                              | The Ex List                    | Shane Gallagher         | 1 epizód                                   |
| 2008      | Törtetők                     | Entourage                      | Malone                  | 2 epizód                                   |
| 2009      | CSI: Miami helyszínelők      | CSI: Miami                     | Terrance Chase          | 1 epizód                                   |
| 2009      | Minden lében négy kanál      | Burn Notice                    | Harlan                  | 1 epizód                                   |
| 2009      |                              | The Cleaner                    | Greg                    | 1 epizód                                   |
| 2009—2015 | Született szinglik           | Cougar Town                    | Bobby Cobb              | főszereplő magyar hangja Epres Attila      |
| 2011      | A semmi közepén              | The Middle                     | szomszéd                | 1 epizód                                   |
| 2012      | CSI: A helyszínelők          | CSI: Crime Scene Investigation | Mike Robinson           | 1 epizód                                   |
| 2013–2014 | A híd                        | The Bridge                     | Ray Burton              | 10 epizód                                  |
| 2014      | A S.H.I.E.L.D. ügynökei      | Agents of S.H.I.E.L.D.         | Sebastian Derik         | 2 epizód magyar hangja Haás Vander Péter   |
| 2014      |                              | Ascension                      | William Denninger       | minisorozat                                |
| 2015      | Balfékek                     | Community                      | Willy                   | 1 epizód                                   |
| 2016      | Apa, fia, unokája            | Grandfathered                  | Luke                    | 1 epizód                                   |
| 2017      |                              | Training Day                   | Jeff Kullen             | 1 epizód                                   |
| 2018      | LA to Vegas – A jackpotjárat | LA to Vegas                    | Dean                    | 1 epizód                                   |
| 2018      | Családom, darabokban         | Life in Pieces                 | Wayne Winger            | 1 epizód                                   |
| 2020      |                              | Deputy                         | Cade Walker             | főszereplő                                 |
| 2022      |                              | Joe vs. Carole                 | John Reinke             | minisorozat                                |

## Fordítás
- Ez a szócikk részben vagy egészben  a   Brian Van Holt című angol Wikipédia-szócikk fordításán alapul.  Az eredeti cikk szerkesztőit annak laptörténete sorolja fel. Ez a jelzés csupán a megfogalmazás eredetét és a szerzői jogokat jelzi, nem szolgál a cikkben szereplő információk forrásmegjelöléseként.